# Enseignant suppléant
 (avril 2015).
Un enseignant suppléant (ou enseignant remplaçant) a pour tâche de suppléer ou de remplacer un enseignant absent. Il peut être certifié ou non, selon les juridictions. Les rôles principaux d'un enseignant suppléant sont de s'assurer au bon fonctionnement de la classe, d'être sensible à ce qui se passe en classe, de respecter les élèves, d'aller jusqu'au bout de ses interventions, d'émettre des règles claires et de les faire respecter, de s'assurer que les élèves font le travail demandé, etc.

## Types de suppléance
Il existe plusieurs contrats possibles de suppléance, soit le contrat à court terme, à moyen terme et à long terme. Dépendamment du diplôme possédé par l'enseignant suppléant, de la juridiction, de la demande et de l'expérience cumulée, il est possible que la suppléance en enseignement amène au contrat d'enseignant professionnel. En France, la suppléance n'est pas la même pour le premier ou le second degré.

### Court terme
Comme son nom l'indique, la suppléance en enseignement à court terme s'effectue au jour le jour ou sur quelques jours, ou, selon le pays, quelques semaines. Dans la plupart des juridictions, l'enseignant suppléant à court-terme ne doit pas faire de planification.

#### Court terme en France
En France, dans le premier degré, les enseignants remplaçants en courte durée travaillant dans les zones d'intervention localisée (ZIL), dans un rayon n'excédant pas 20km. De plus, pour améliorer le remplacement, les recteurs d’académie et les vice-recteurs de Polynésie française et de Mayotte ont la possibilité de recruter des agents non titulaires sur des fonctions d’enseignement relevant du premier degré, ceci notamment en cas de "pénurie" d'enseignant remplaçant titulaire.
Dans le second degré, les remplacements à court terme se font par les enseignants exerçant déjà dans l'établissement, au moyen d'heures supplémentaires.

### Moyen et long terme

#### Moyen et long terme en France
En France, pour préserver la continuité de l'enseignement et la réussite scolaire, la suppléance à moyen et long terme s'exerce différemment.
Au premier degré, les remplaçants intervenant dans le cadre des "brigades départementales" (BD) sont appelés à se déplacer dans tout le département, pour des remplacements de plus ou moins longue durée.
Au second degré, il est fait appel à des enseignants titulaires sur zone de remplacement (TZR). Ces enseignants sont titulaires au même titre qu'un enseignant habituel mais évoluent sur différentes affectations. Un enseignant TZR est généralement plus jeune que la moyenne et c'est le plus souvent une affectation de second choix. Il est également possible de faire appel à des contractuels en CDI et en CDD.

## Tâches
La tâche de l'enseignant suppléant est d'abord de remplacer l'enseignant absent, ce dernier ayant eu besoin de s'absenter de sa classe pour des raisons personnelles (maladie, décès d'un proche, épuisement professionnel, voyages personnels, etc.) ou pour des raisons professionnelles (formation, réunions, temps de préparation, etc.). Il faut dire qu'étant donné la spontanéité des causes d'absences, le suppléant doit garder un téléphone près de lui et être prêt à entrer dans une école qu'il ne connaît pas nécessairement.
Le suppléant est un travailleur qui sait s'adapter, étant donné qu'il doit agir dans différents contextes. Il doit ainsi connaître rapidement l'école où il est affecté, ainsi que le personnel et les élèves qui la fréquentent. Il lui est également nécessaire de prendre connaissance avec les plans de leçons que lui a laissé l'enseignant absent. Nonobstant l'absence de plans, le suppléant est responsable d'amener une activité visant à ce que les élèves apprennent.
Autre tâche que le suppléant doit accomplir est la surveillance. Il doit donc effectuer, lors des pauses, la charge de surveillances de l'enseignant remplacé. Dans certaines écoles, il est possible qu'on lui assigne une surveillance supplémentaire, afin d'alléger la tâche aux autres enseignants.

### Un cas particulier: la gestion de classe
Une des principales tâches de la suppléance en enseignement concerne la gestion de classe ou la discipline. En fait, l'enseignant suppléant est responsable d'un groupe d'élèves et doit veiller à ce que le milieu soit propice à l'apprentissage. Dans l'impossibilité d'atteindre cet objectif, il peut avoir recours à de l'aide d'autres enseignants, d'un membre de la direction ou de quelconque mentor en discipline.